# لاننبورگ، نوا اسکوشیا
لاننبورگ، نوا اسکوشیا (به انگلیسی: Lunenburg, Nova Scotia) یک میراث جهانی یونسکو، در کانادا است که در استان لاننبورگ واقع شده‌است.

## نگارخانه

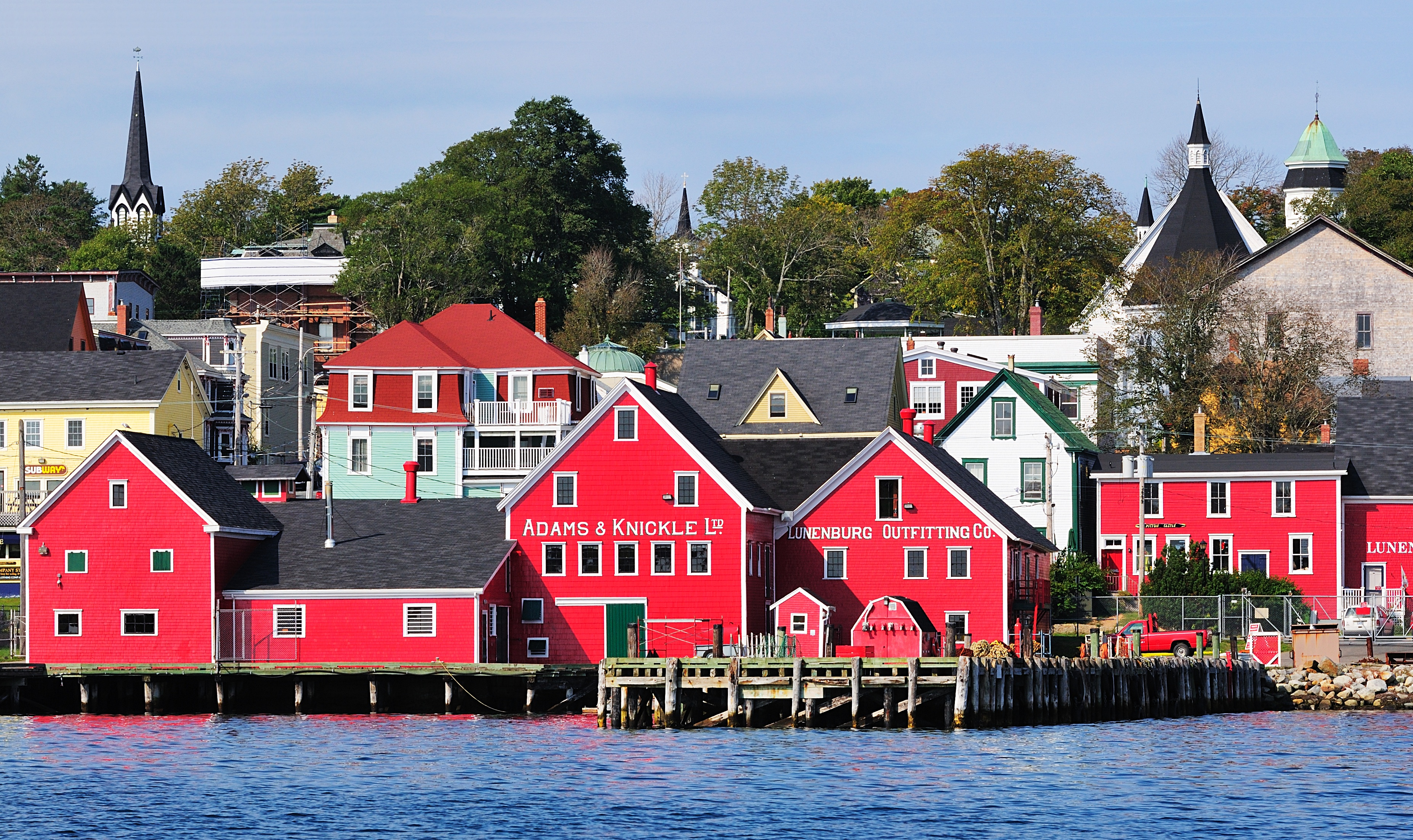
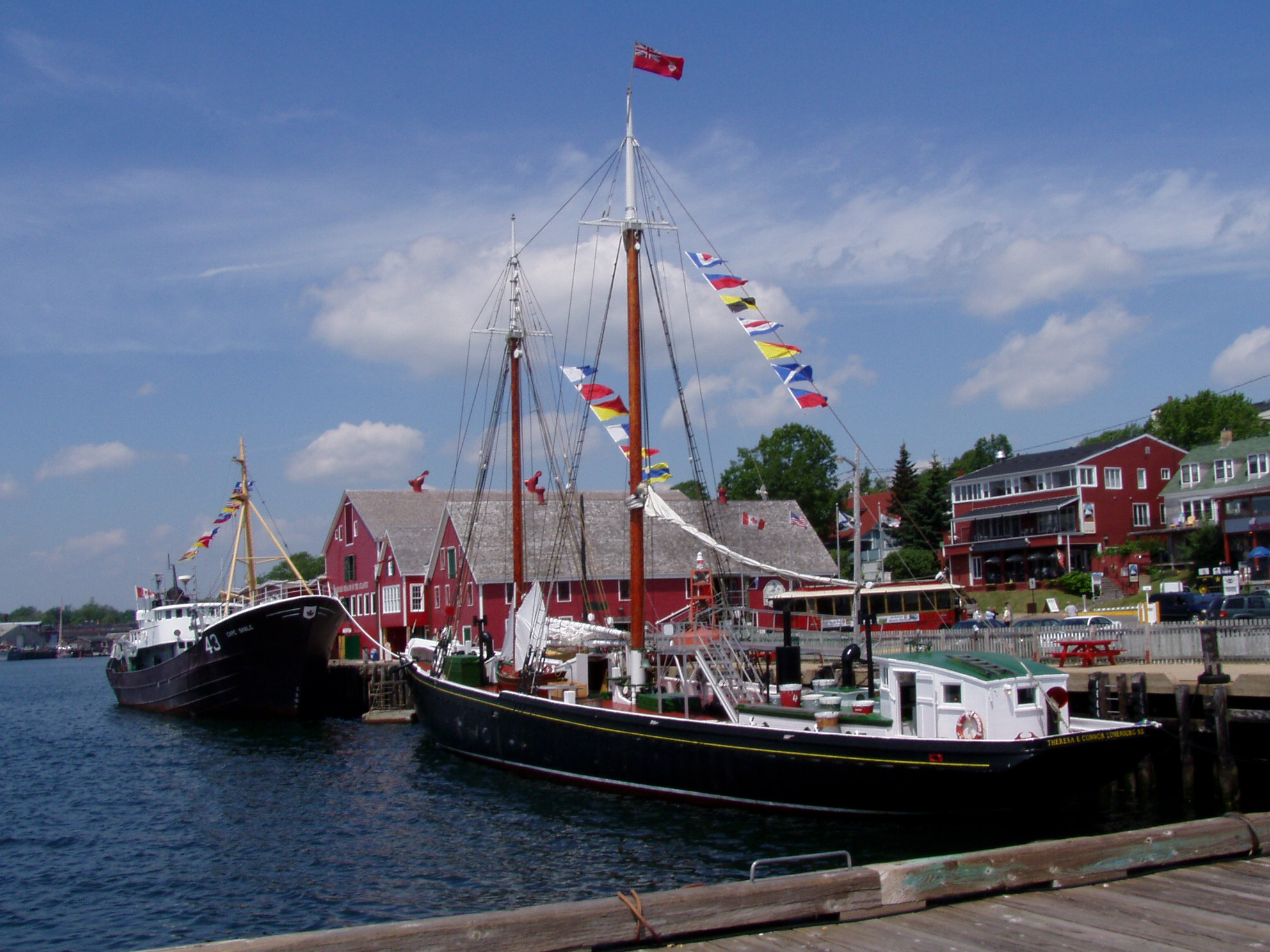
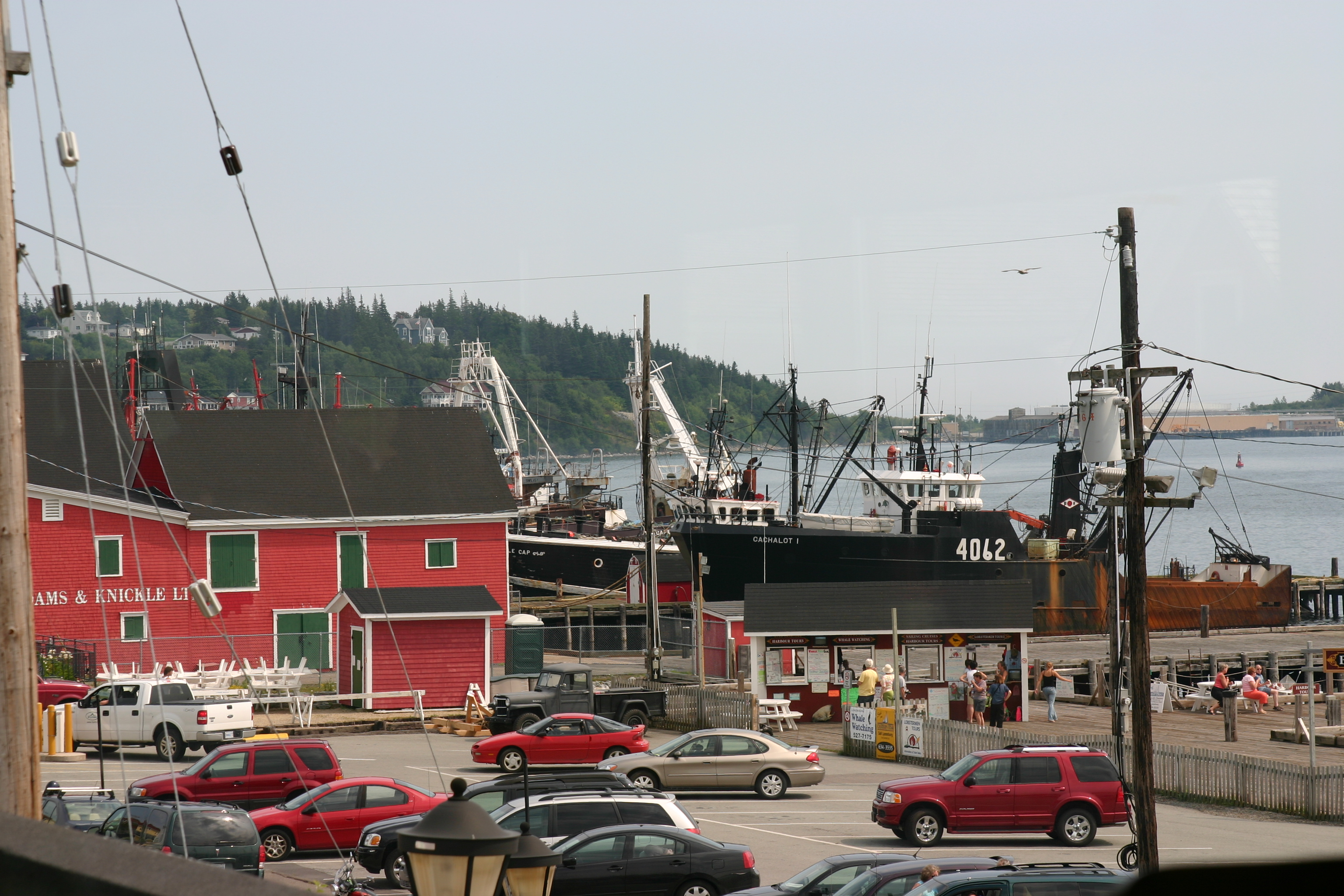
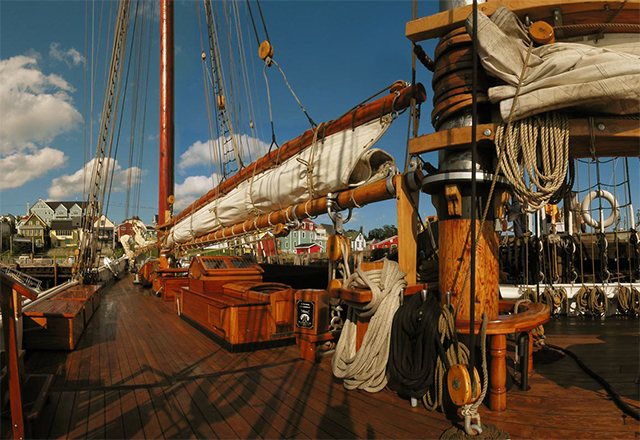
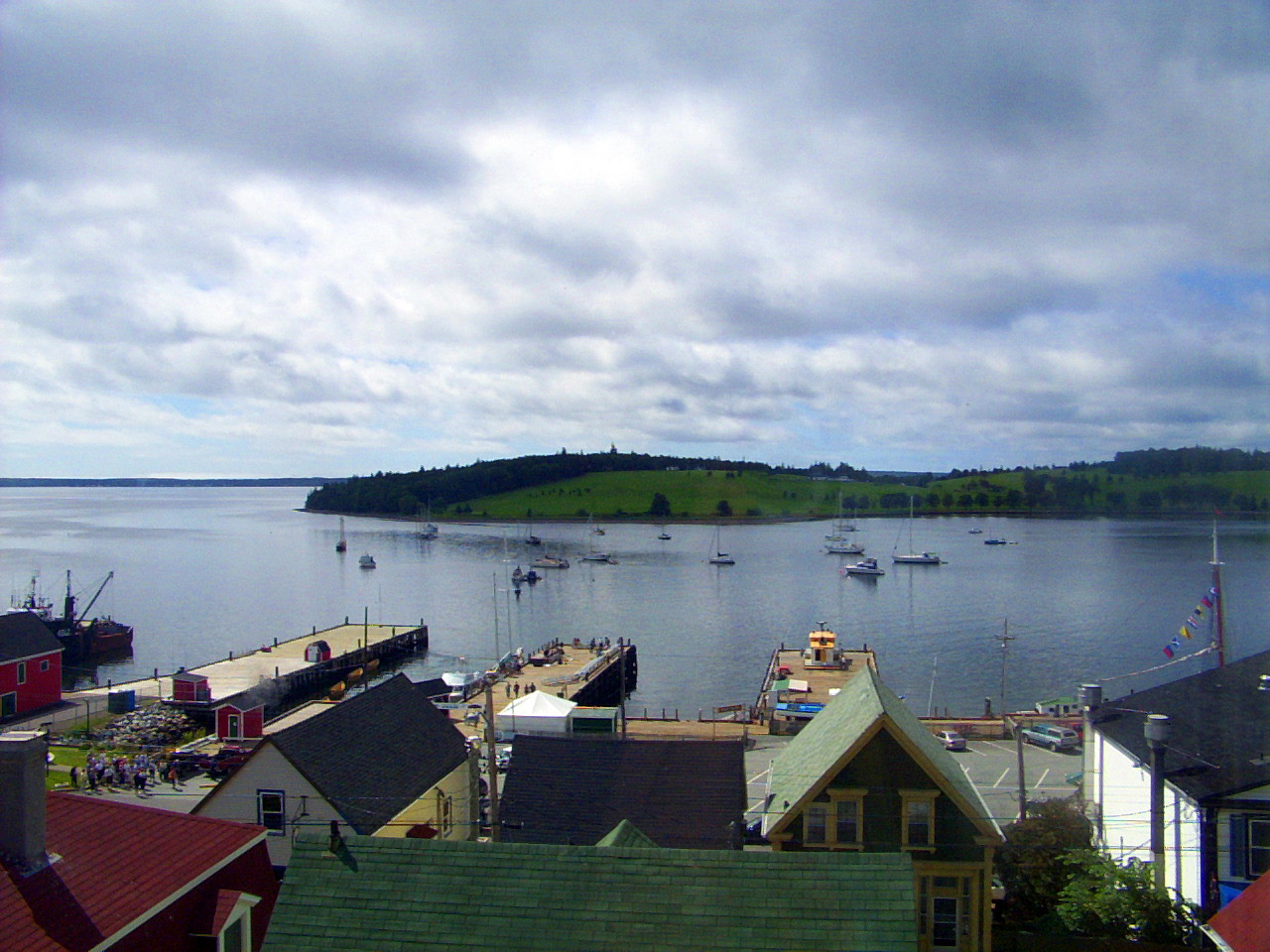
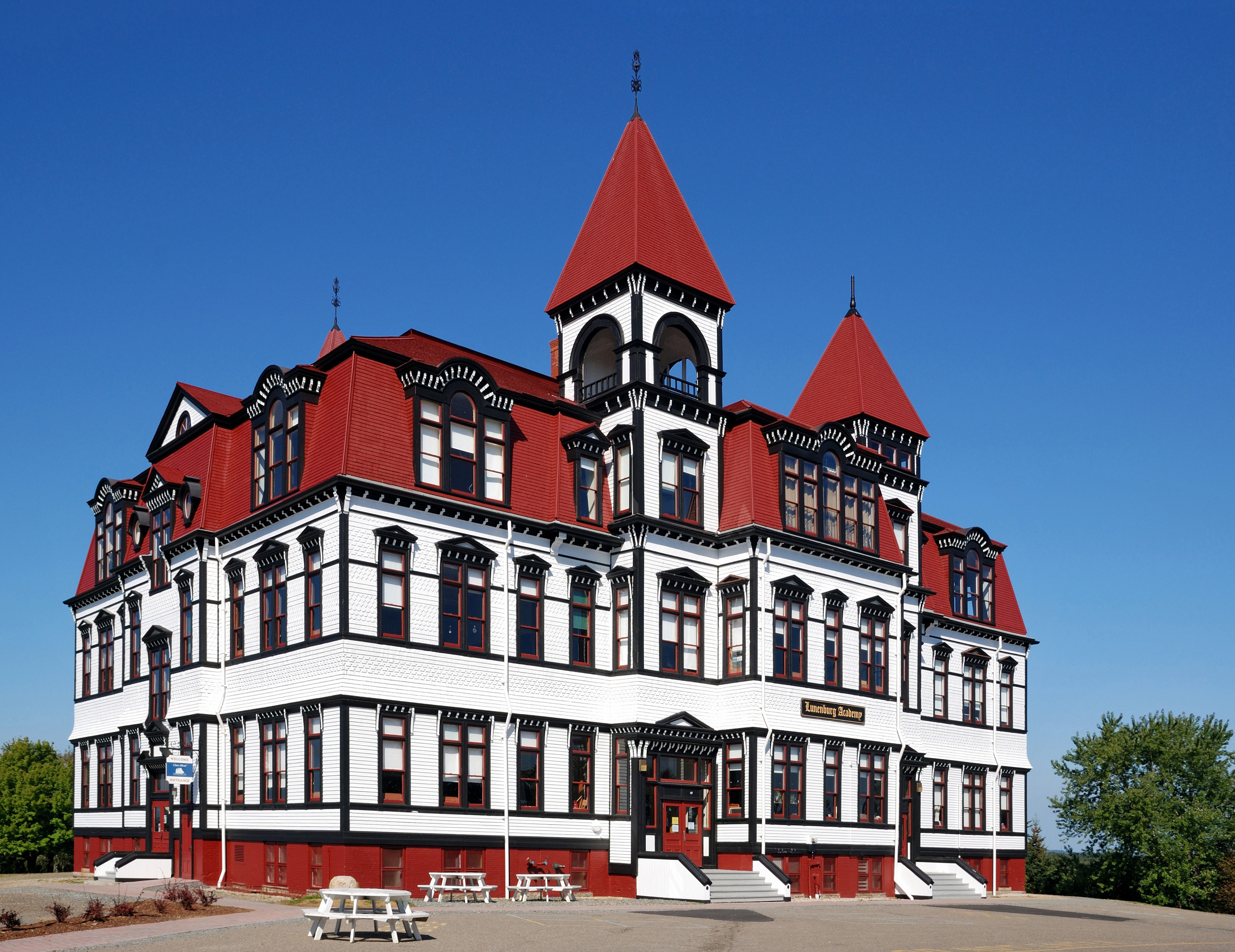
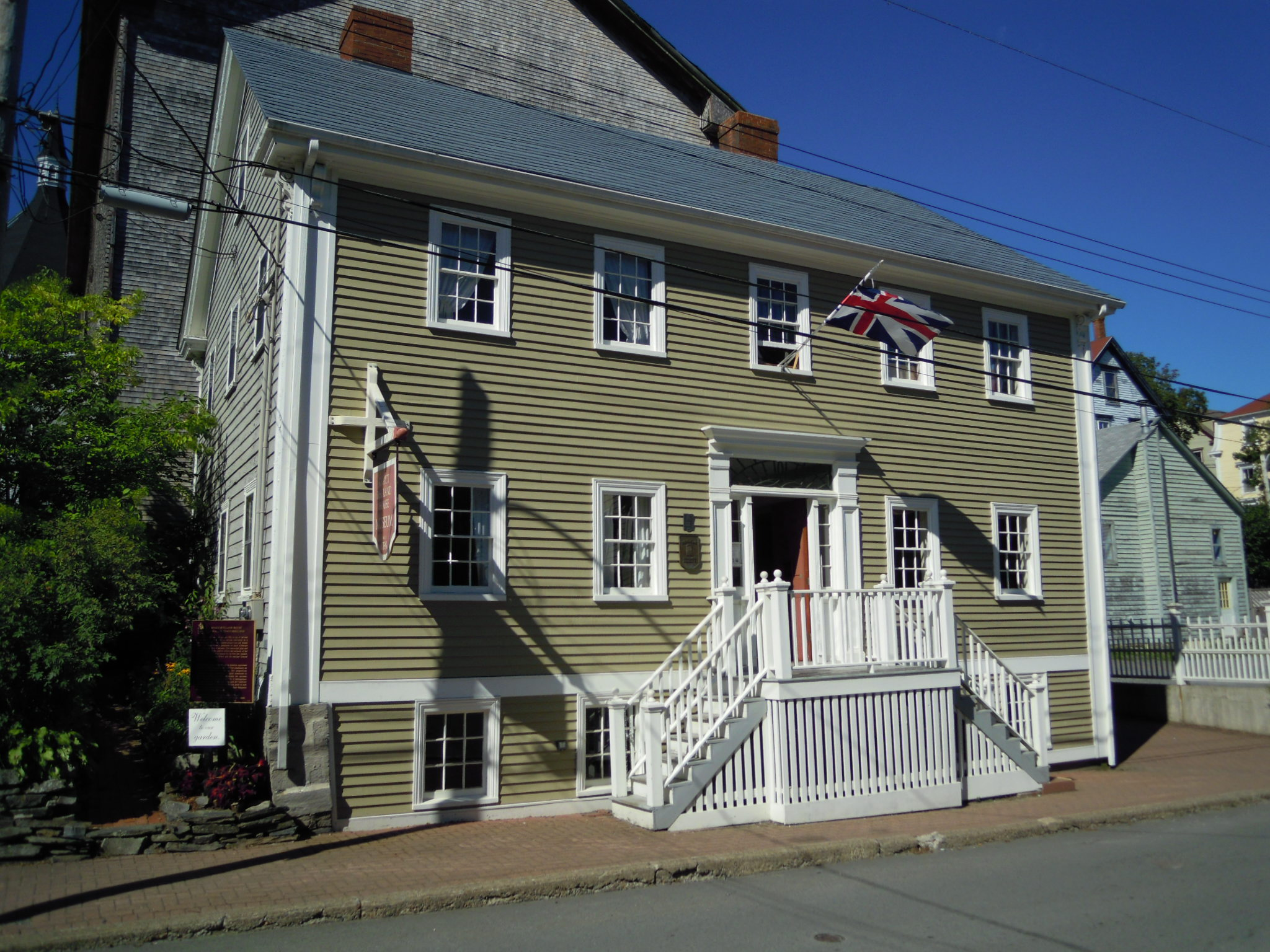
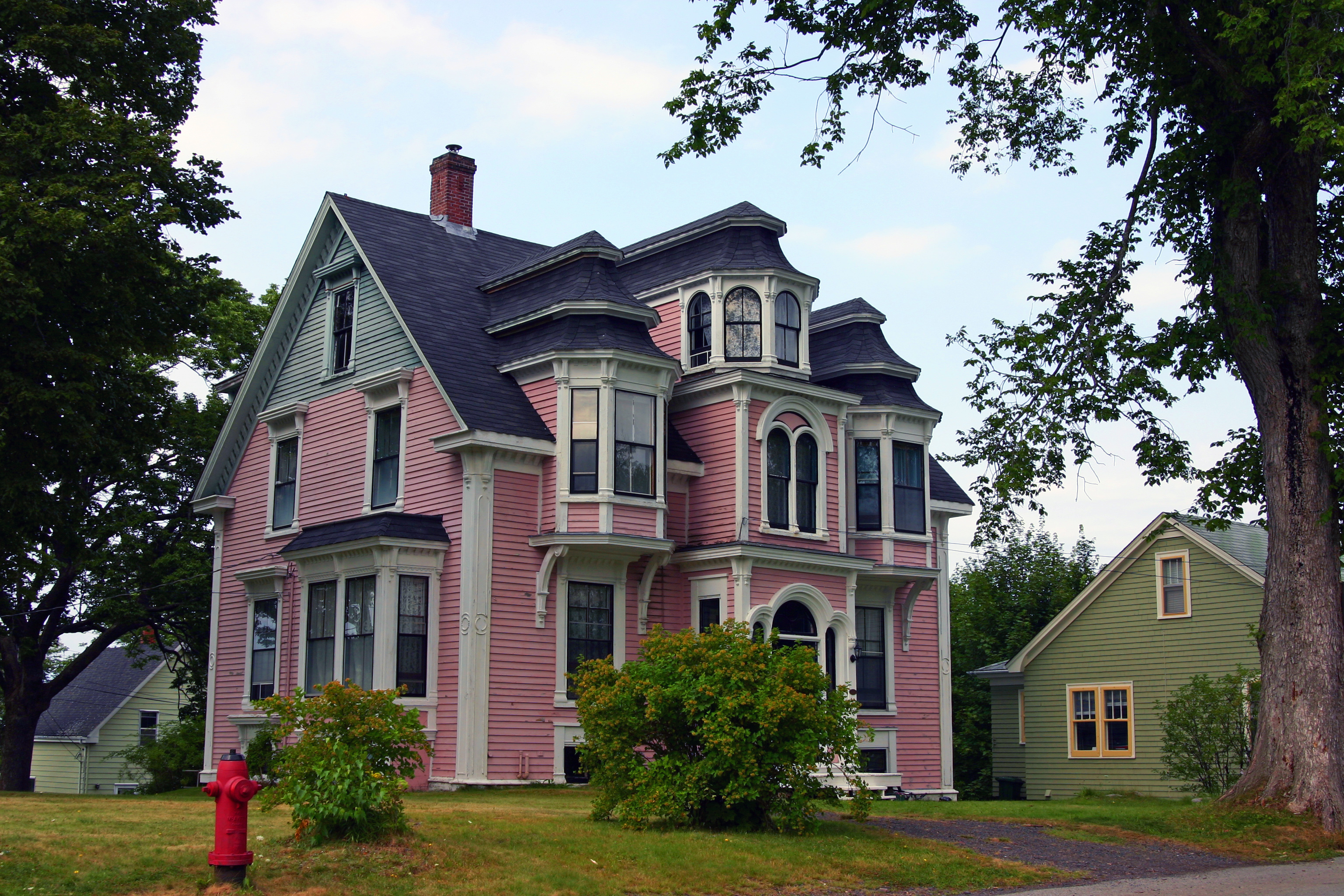
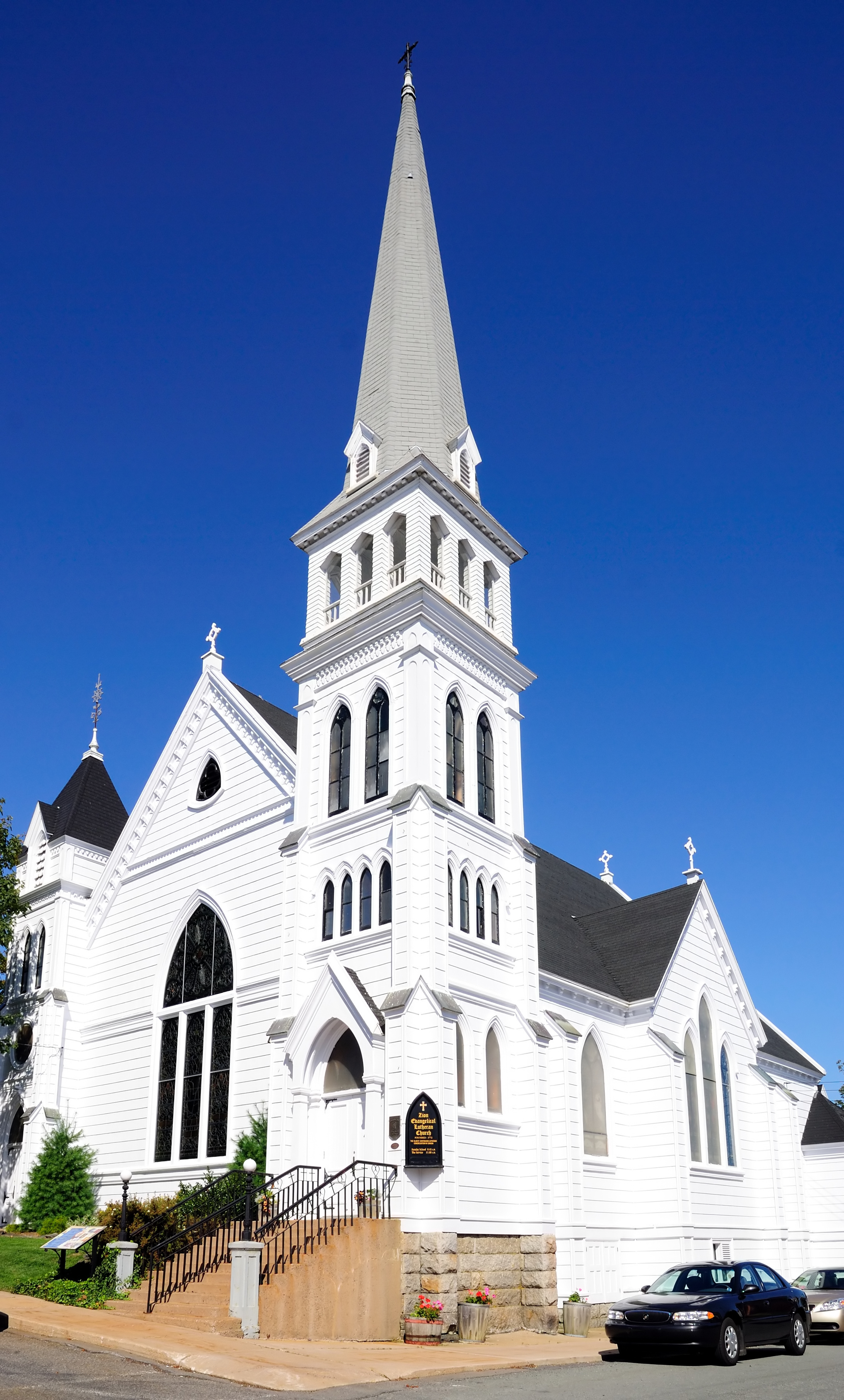
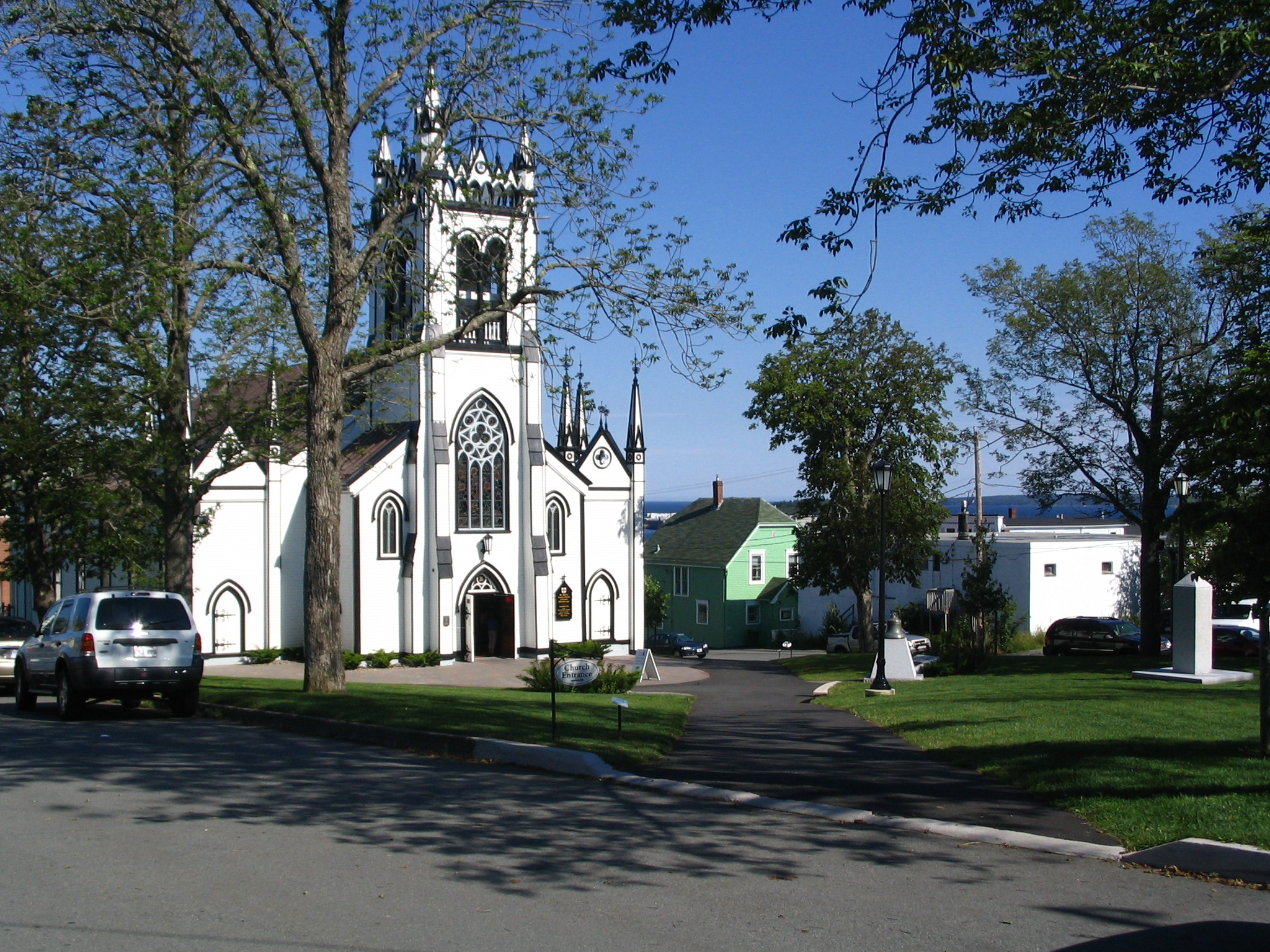
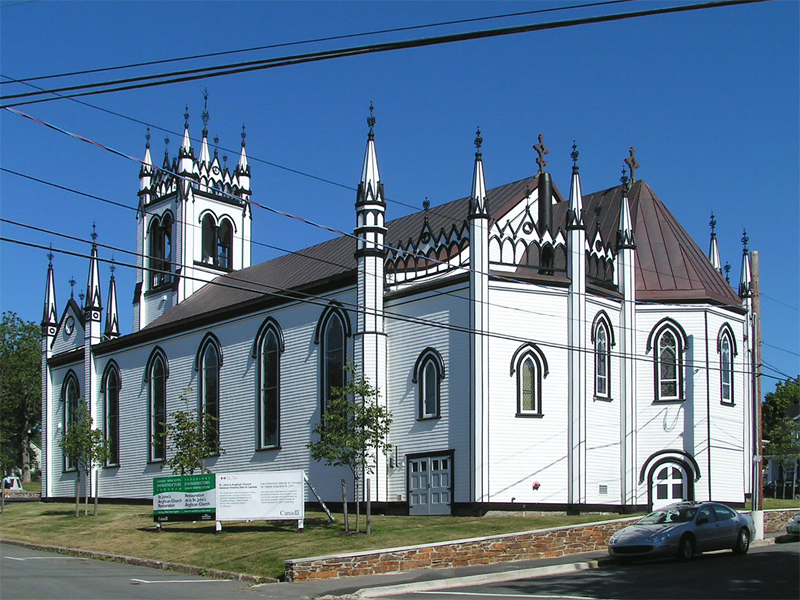

## خصوصیات
لاننبورگ ۲٬۳۱۳ نفر جمعیت دارد.